# Umberto Quadrino

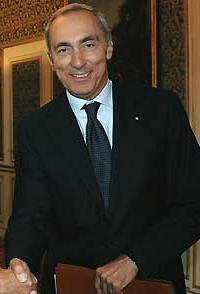
Umberto Quadrino

Umberto Quadrino (Torino, 15 maggio 1946) è un dirigente d'azienda italiano.

## Biografia
Si è laureato in economia presso l’Università di Torino nel 1969.
Dopo un’esperienza presso l’ufficio ricerche dell’Unione Industriali di Torino, nel 1970 entra nella Direzione Amministrativa e Finanziaria del Gruppo Fiat.
Nel 1976 viene nominato assistente dell’allora amministratore delegato Cesare Romiti, carica che mantiene fino al 1980 quando viene nominato direttore Amministrazione e Controllo di Fiat SpA. A partire dal 1982 ricopre incarichi direttivi presso settori industriali del gruppo: prima in IVECO (settore veicoli industriali) come direttore Amministrazione e Finanza e responsabile delle attività internazionali, poi in Gilardini (settore componentistica industriale) come amministratore delegato.
Nel 1991 rientra alla capogruppo Fiat come Executive Vice President con la responsabilità di coordinare i settori non automotive del gruppo. Nel 1996 è nominato amministratore delegato della New Holland (macchine agricole e costruzioni) e ne cura la quotazione al NYSE.
Nel 1999 realizza la fusione di New Holland con Case che dà vita a CNH, co-leader mondiale nel settore dei trattori e macchine agricole. Alla fine del 2000 rientra in Fiat come Executive Vice President, responsabile dei settori: aviazione (Fiat Avio), materiale rotabile e sistemi ferroviari (Fiat Ferroviaria), ingegneria (Fiat Engineering), componenti industria automobilistica (Magneti Marelli), prodotti metallurgici (Teksid), sistemi produttivi (Comau) e Centro Ricerche Fiat.
Dal settembre 2001, a seguito della presa di controllo di Montedison da parte di Italenergia, viene nominato presidente di Montedison e di Edison, successivamente fuse in un’unica società.
Da settembre 2001 al 28 aprile 2011 ricopre la carica di amministratore delegato di Edison SpA. Sotto la sua guida Edison diventa secondo operatore italiano nei settori dell’energia elettrica e del gas e si impegna in uno dei più significativi programmi di investimento in Europa nel settore elettrico e nella realizzazione di infrastrutture strategiche per la sicurezza energetica europea.
Nel 2009 è entrato in funzione il rigassificatore di Rovigo, il primo al mondo realizzato offshore, che ha aperto una nuova rotta di collegamento con il Qatar.
Attualmente è presidente di Tages Holding, un gruppo bancario che controlla, tra l'altro, Credito Fondiario SpA, Tages Capital SGR SpA e Tages Capital LLP.
È presidente di Valvitalia SpA, società leader nel settore del controllo dei flussi di fluidi e gas.
È consigliere di amministrazione di Ambienta Sgr, dell'Istituto Italiano di Oncologia ed è presidente dell'Associazione Amici dei Lincei.